# Paniara
Paniara è una suddivisione dell'India, classificata come census town, di 6.708 abitanti, situata nel distretto di Howrah, nello stato federato del Bengala Occidentale. In base al numero di abitanti la città rientra nella classe V (da 5.000 a 9.999 persone).

## Geografia fisica
La città è situata a 22° 33' 05 N e 88° 09' 52 E.

## Società

### Evoluzione demografica
Al censimento del 2001 la popolazione di Paniara assommava a 6.708 persone, delle quali 3.392 maschi e 3.316 femmine. I bambini di età inferiore o uguale ai sei anni assommavano a 1.004, dei quali 508 maschi e 496 femmine. Infine, coloro che erano in grado di saper almeno leggere e scrivere erano 4.141, dei quali 2.292 maschi e 1.849 femmine.